# New York City Fire Department
O New York City Fire Department, oficialmente Fire Department of the City of New York (FDNY; em português:  Corpo de Bombeiros da Cidade de Nova Iorque), é o corpo de bombeiros da cidade estadunidense de Nova York sendo um dos principais fornecedores de serviços de EMS na cidade.

O FDNY é responsável pela supressão e prevenção de incêndios a todos os cinco distritos da cidade, além de responder a uma ampla gama de serviços, incluindo resgate técnico, colapso estrutural e aos de riscos biológicos, químicos e radioativos (CBRN). O FDNY atende a mais de 8,5 milhões de residentes em uma área de 302 milha quadradas (780 km2).

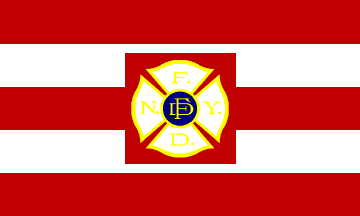
Antiga bandeira do FDNY

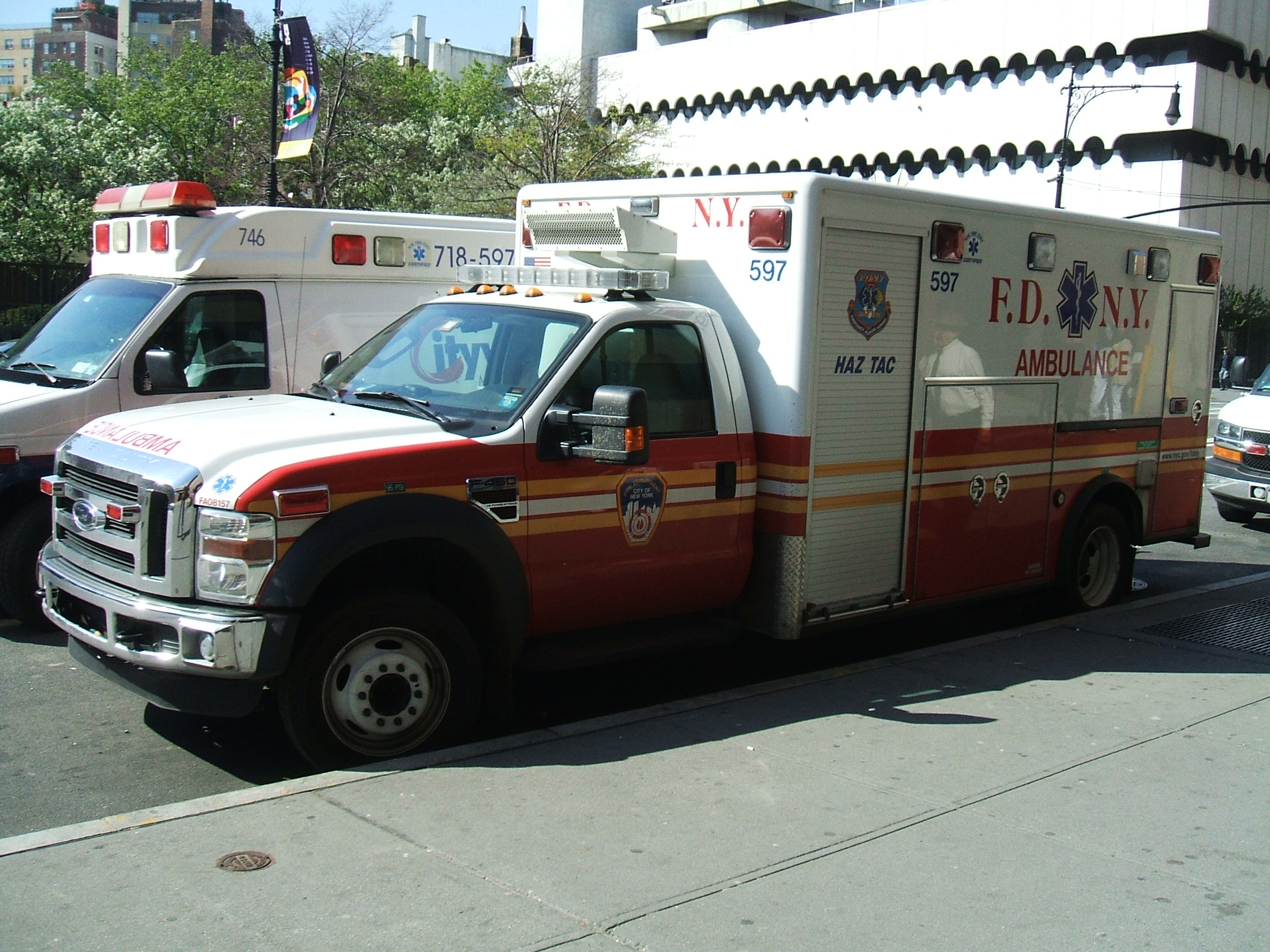
Ambulância do FDNY

O FDNY é o maior corpo de bombeiros municipal da América do Norte e do Hemisfério Ocidental, e o segundo maior do mundo, depois do Corpo de Bombeiros de Tóquio, no Japão.[carece de fontes?] O departamento emprega mais de 11 mil bombeiros, 4,2 mil paramédicos (EMS) e 2 mil funcionários civis. O lema do FDNY é "New York's Bravest" (em português:  Os mais corajosos de Nova York) para bombeiros e "New York's Best" (em português:  Os melhores de Nova York) para EMS. O departamento tem a sua sede em 9 MetroTech Center, no centro do Brooklyn e sua academia de formação (a FDNY Fire Academy) na Ilha Randall.

## Organização
Como a maioria dos departamentos de bombeiros das principais cidades dos Estados Unidos, o Corpo de Bombeiros de Nova York é organizado de maneira paramilitar e, em muitos casos incorpora a estrutura do departamento de polícia. A equipe executiva do departamento é dividida em duas áreas que incluem um comissário civil que atua como chefe do departamento e um chefe de bombeiros que atua como líder operacional. O atual comissário é Laura Kavanagh, que sucedeu Daniel A. Nigro em fevereiro de 2022. A equipe executiva inclui vários vice-comissários civis responsáveis por muitos departamentos administrativos do departamento, juntamente com o Chefe de Departamento, Chefe de Operações de Incêndio, Chefe de Ambulâncias, Chefe de Operações de Combate a Incêndio e Chefe de Treinamento e outros funcionários. Os chefes do estado-maior incluem os sete comandantes de áreas de toda a cidade, além dos Chefes de Prevenção de Incêndios e o Chefes de Segurança.

## História

### 1648-1865
As origens do Corpo de Bombeiros de Nova York remontam a 1648, quando a primeira unidade foi constituída no que era então o assentamento holandês de Nova Amsterdã. Peter Stuyvesant, no prazo de um ano após sua chegada, nomeou quatro guardas de incêndio para chaminés de casas de madeira, cobrando uma multa aos proprietários cujas chaminés fossem varridas incorretamente. Os quatro primeiros guardas de incêndio foram Martin Krieger, Thomas Hall, Adrian Wyser e George Woolsey.
Ganchos, escadas e baldes foram comprados e financiados através da coleta das multas aplicadas para chaminés sujas, e uma vigilância constante contra incêndios foi estabelecida, consistindo em oito guardas exclusivamente masculinos. Uma organização constituída então por vigias, patrulhava as ruas com baldes, escadas e ganchos, das nove da noite até o amanhecer, procurando por incêndios. Os baldes feitos de couro de sapatos, 250 no total, foram fabricados por sapateiros holandeses locais em 1658, essas brigadas são consideradas o início do Departamento de Bombeiros de Nova York.
Em 1664, Nova Amsterdã tornou-se um assentamento inglês e foi renomeada para Nova York. A primeira brigada de incêndio de Nova York entrou em serviço em 1731 equipada com duas bombas de água desenhados à mão que haviam sido transportados de Londres, Inglaterra. Essas duas bombas formaram a 1º e 2º Companhia (Engine Company). Esses foram os primeiros carros de bombeiros a serem usados nas colônias americanas, e todos os cidadãos saudáveis foram obrigados a responder a um alarme de incêndio e a participar na extinção sob supervisão.
Embora a Lei de 1737 tenha criado a base do corpo de bombeiros, a entidade legal foi incorporada ao Estado de Nova York em 20 de março de 1798 sob o nome de "Fire Department, City of New York" ("Corpo de Bombeiros da Cidade de Nova York").

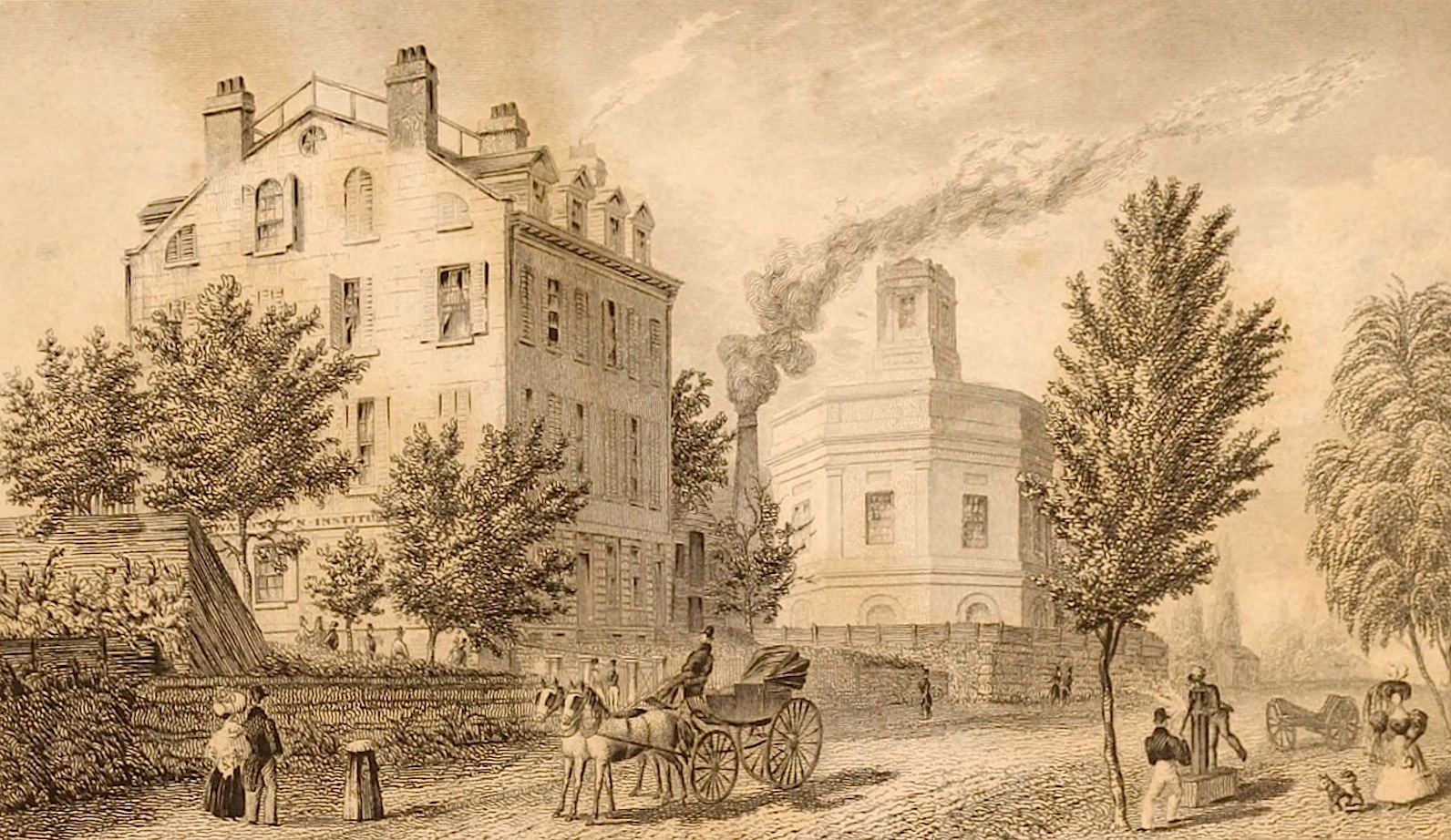
Primeiro reservatório de combate a incêndios, 1831

Em 1845, o grande incêndio da cidade de Nova York afetou Manhattan se iniciando no começo da manhã e sendo dominado naquela tarde. O incêndio matou quatro bombeiros, 26 civis e destruiu 345 edifícios.

### 1865-1898
Em 1º de janeiro de 1898, as diferentes áreas de Nova York foram consolidadas, o que levou o Corpo de Bombeiros a uma nova era. Todas as forças de fogo nas vários bairros foram submetidas a um comando unificado para toda a cidade, o primeiro Comissário na história do Corpo de Bombeiros de Nova York fora estabelecido para controlar toa a nova estrutura. Nesse mesmo ano, Richmond (agora Staten Island) tornou-se parte da cidade de Nova York, mas as unidades voluntárias permaneceram no local até serem substituídas gradualmente por unidades pagas em 1915, 1928, 1932 e 1937, quando apenas duas unidades voluntárias permaneceram.
A unificação do Corpo de Bombeiros, que ocorreu em 1898, abriu caminho para muitas mudanças. Em 1909, o Corpo de Bombeiros recebeu seu primeiro equipamento de incêndio motorizado. Em 25 de março de 1911, um incêndio na fábrica Triangle Shirtwaist matou 146 trabalhadores, a maioria dos quais eram jovens imigrantes. Mais tarde, no mesmo ano, a escola de bombeiros foi formada para treinar novos bombeiros e, em 1913, foi criado o departamento de prevenção a incêndios (Bureau of Fire Prevention).
Em 1919, a Associação de Bombeiros Uniformados foi formada. Em abril de 1963, um grande incêndio em Staten Island forçou o corpo de bombeiros da cidade até o ponto de ruptura absoluto, destruindo milhões e milhões em propriedades, devido à falta de abastecimento de água adequado, o incêndio foi muito maior do que deveria ter sido, nesta época houve uma seca e muitas das fontes que os bombeiros estavam acostumados a extrair água haviam literalmente secado. Procurando então impedir um novo evento como esse o sistema SuperPumper foram introduzidos em 1965 com o objetivo de bombeares quantidades colossais de água para o combate a incêndios massivos, sendo capazes de bombear 10.000 galões de água por minuto para outros 5 caminhões conhecidos como caminhões satélites. Os principais aparelhos do sistema SuperPumper foram eliminados em 1982, em favor da Unidade Maxi-Water. Mas as 5 unidades de satélite do sistema (caminhões que eram conectados a bomba central), juntamente com a unidade Maxi-Water (conhecida como Satellite 6 desde 1999) ainda são ativamente usadas para vários incêndios. Estes são agora chamados de Sistema de Água por Satélite. Outros avanços técnicos incluíram a introdução de sistemas de água sob alta pressão, a criação de uma frota marítima, a adoção de condições de trabalho amplamente aprimoradas e a utilização de melhores comunicações por rádio.
Em 23 de novembro de 1965, o prefeito John Lindsay anunciou a nomeação de Robert O. Lowery como comissário de incêndio do Corpo de Bombeiros de Nova York. Esta foi a primeira nomeação de comissário anunciada pelo prefeito eleito. Lowery, que foi o primeiro afro-americano a servir como comissário de uma grande cidade dos EUA, serviu nessa posição por mais de 7 anos até sua renúncia em 29 de setembro de 1973. Em 1982, as primeiras mulheres bombeiras se juntaram às fileiras do Corpo de Bombeiros.

## Ataques de 11 de setembro de 2001
Em 11 de setembro de 2001, o voo 11 da American Airlines e o voo 175 da United Airlines foram sequestrados por terroristas islâmicos afiliados à Al Qaeda e voados para as torres norte e sul do World Trade Center, respectivamente, causando danos maciços a ambas as torres durante o impacto, e iniciando incêndios que causaram o desmoronamento dos arranha-céus de 110 andares em menos de duas horas.

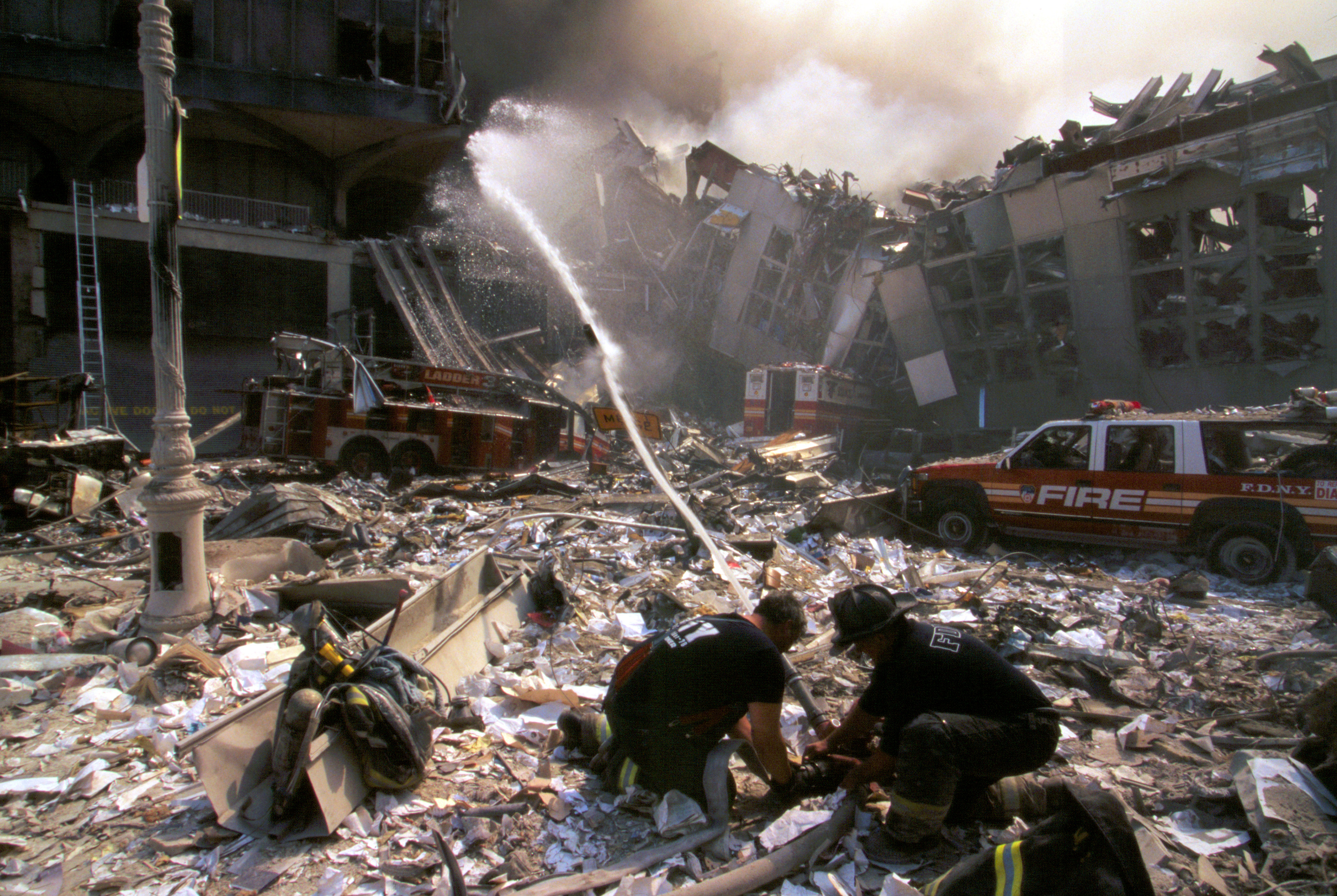
Bombeiros na West Street direcionam um fluxo de mangueiras para o Six World Trade Center. As unidades Ladder 3 e Rescue 1 podem ser vistas ao fundo totalmente destruídas pelos escombros.

Muitos bombeiros chegaram ao World Trade Center por conta própria, outros saíram de suas aposentadoria e se apresentaram as suas antigas unidades. Problemas com a comunicação por rádio fizeram com que os comandantes perdessem o contato com muitos dos bombeiros que entraram nas torres; esses bombeiros não conseguiram ouvir as ordens de evacuação. Quando as torres desabaram, 343 bombeiros que responderam aos ataques perderam a vida. As mortes incluíram o Primeiro Vice-Comissário William M. Feehan, Chefe do Departamento Peter Ganci, Capelão do Departamento Mychal Judge, Chefe do Batalhão Orio Palmer. Centenas de funerais de bombeiro foram realizados nas semanas seguintes, incluindo 16 no sábado, 29 de setembro de 2001, algumas unidades como a "Squad 1", "Ladder 3" e a "Rescue 1" foram praticamente eliminadas por perderem quase a totalidade de seus membros. 

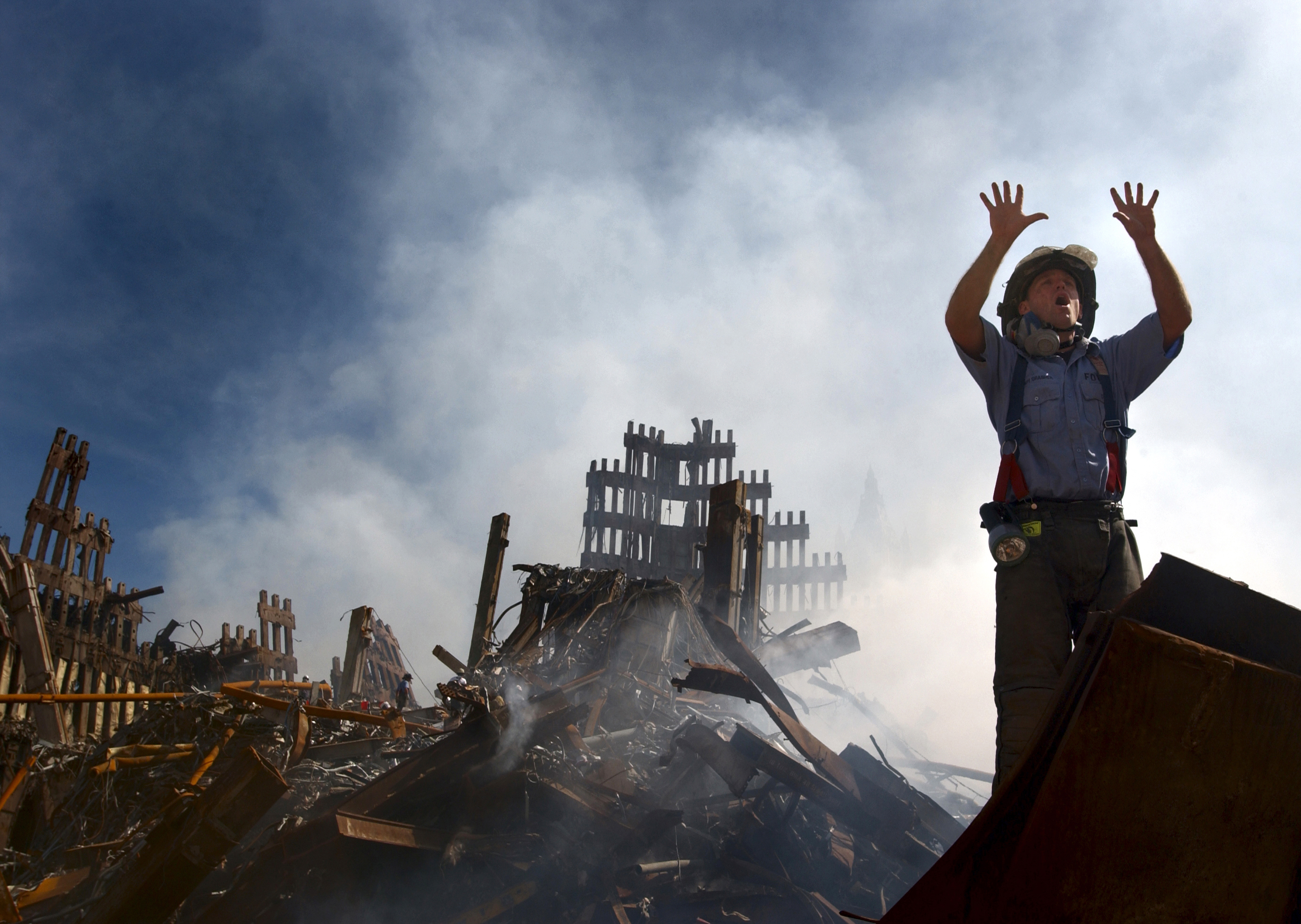
Bombeiro solicitando reforços no World Trade Center

O FDNY enfrentou desafios de combate a incêndios altamente multifacetados de muitas maneiras únicas, o tempo médio de resposta a incêndios em outros locais da cidade naquele dia aumentou apenas um minuto. Muitos bombeiros sobreviventes continuaram trabalhando em turnos alternados de 24 horas como parte do esforço de resgate e recuperação enquanto bombeiros de outras cidades assumiram diversos quarteis como voluntários, bombeiros do norte do estado de Nova York, Long Island, Connecticut, Nova Jersey, Pensilvânia, Maryland, Flórida e até Michigan se apresentaram como voluntários neste dia.

### 2002 – presente

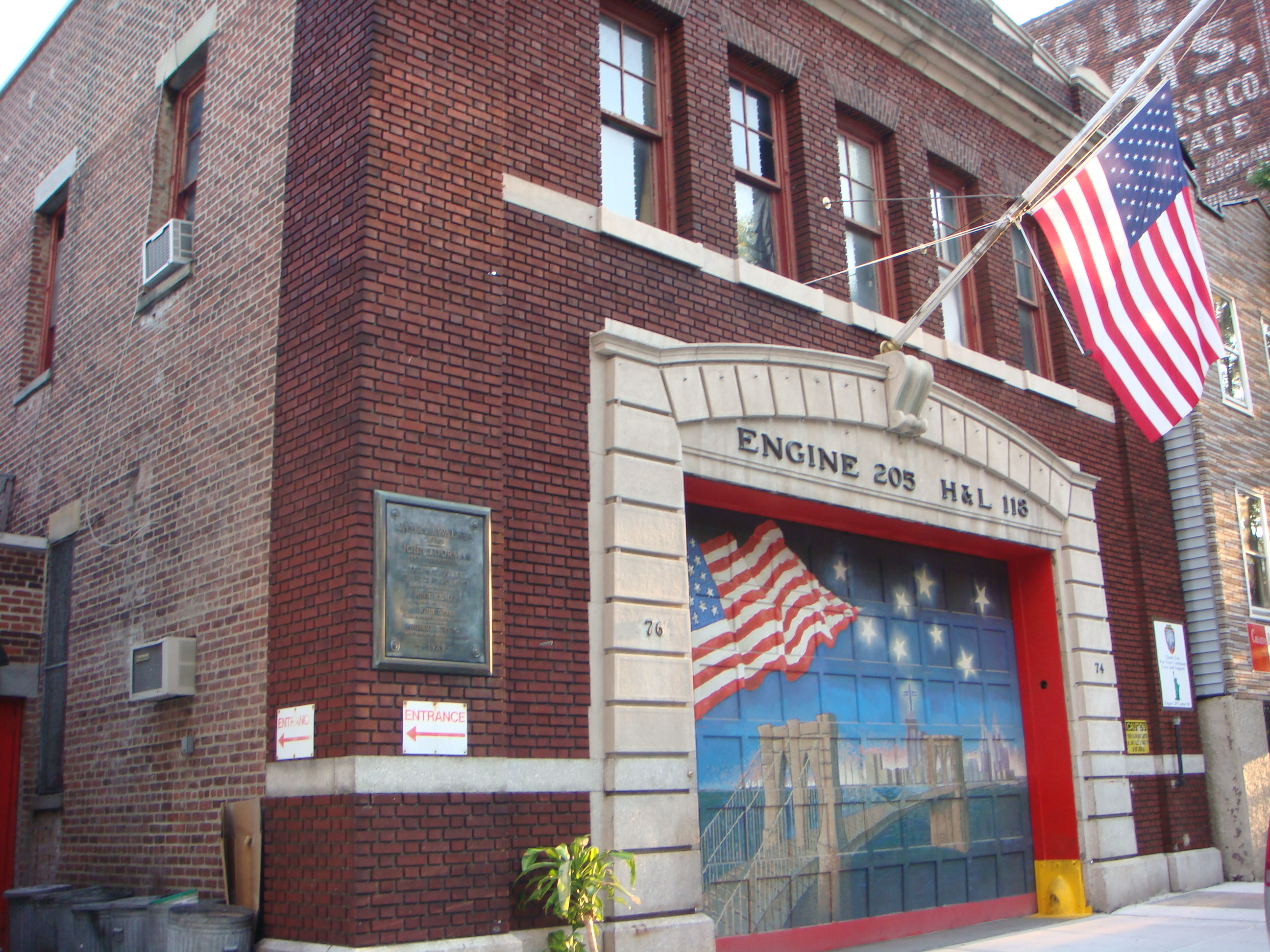
Um típico quartel de bombeiros da cidade de Nova York. Na foto, o quartel da Engine Co. 205 e da Ladder Co. 118 no Brooklyn, com um mural dedicado aos bombeiros mortos no 11 de setembro

Após os ataques de 11 de setembro de 2001, o Corpo de Bombeiros passou por uma grande restruturação e continua a servir o povo de Nova York. Durante o apagão do nordeste de 2003, o FDNY foi chamado a resgatar centenas de pessoas de elevadores retidos em aproximadamente 800 prédios de escritórios e apartamentos de Manhattan. Todo o corpo de bombeiros foi convocado para lidar com os muitos incêndios resultantes, pelo uso de velas como luz.
No início do século XXI, havia 11.400 bombeiros e bombeiros uniformizados, sob o comando do chefe de departamento. O Corpo de Bombeiros de Nova York também empregou 2800 Técnicos de Emergência Médica , Paramédicos e Supervisores designados para o Comando de ambulâncias do Departamento, e 1200 funcionários civis.
Em 2019, Lillian Bonsignore se tornou a primeira chefe abertamente homossexual e a primeira mulher chefe de operações de ambulâncias da FDNY.
Laura Kavanagh é a atual comissária do FDNY. Ela foi nomeada para o cargo pelo prefeito da cidade de Nova York, Eric Adams, em fevereiro de 2022, enquanto um substituto permanente estava sendo procurado. Daniel A. Nigro se aposentou em 16 de fevereiro de 2022, depois de servir como comissário por 8 anos.

### Alegações de discriminação
Ao longo dos anos, o FDNY enfrentou e resolveu vários processos de discriminação, sendo as principais relacionadas a discriminação contra minorias raciais empregadas pelo FDNY, ignorando-as para aumentos e promoções. Mais notavelmente em 2014, a cidade de Nova York fez um acordo judicial de discriminação de US$ 98 milhões por um processo instaurado pela Vulcan Society, uma organização fraterna afro-americana de bombeiros. Também houve investigações sobre bombeiros do FDNY que praticam bullying e assédio de bombeiros muçulmanos, incluindo comportamentos de se utilizar de produtos de porco, que são proibidos pela lei islâmica, na comida de bombeiros muçulmanos. Em outro caso, o filho de um ex-comissário do FDNY foi contratado como bombeiro, apesar de alegadamente fazer comentários de natureza antissemita.

## Companhias
O Corpo de Bombeiros de Nova York é formado por companhias de bombeiros, semelhantes às companhias militares. Cada companhia de bombeiros opera um único tipo de aparato de incêndio e possui quatro turnos de bombeiros e oficiais da companhia. Cada companhia responde a chamadas de emergência da cidade.
O formato atual do FDNY de organização é o seguinte:
- Engine Company (responsáveis pelo combate direto aos incêndios)
- Ladder Company (Companhia com caminhões de escada Magirus)
- Rescue Company (compostas pelos membros de elite, altamente treinados e altamente experientes para os eventos mais complexos)
- Hazmat Company (Companhia de materiais perigosos)

### Barcos-bombeiros

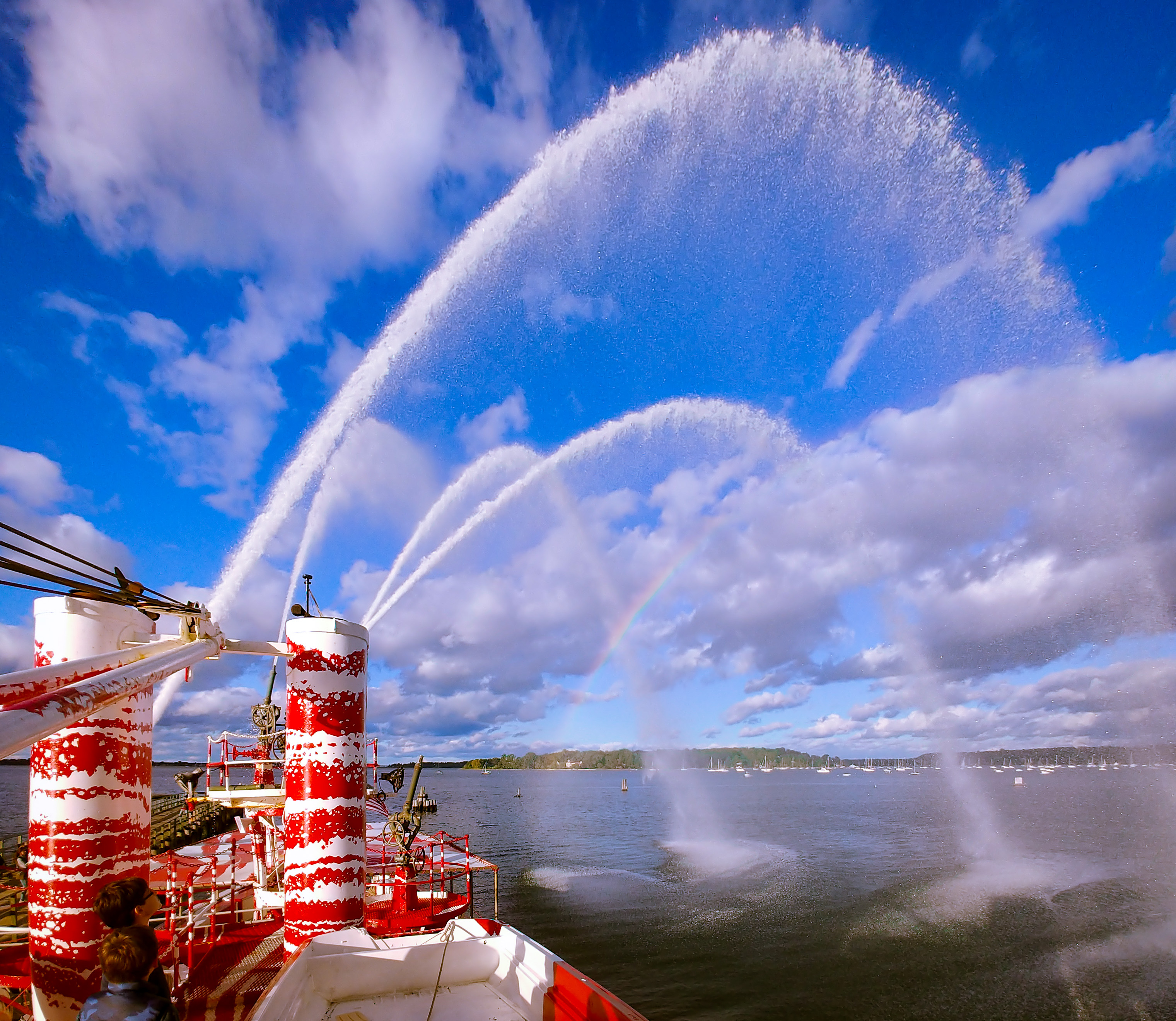
Vista a bordo do navio John J. Harvey enquanto o mesmo demostra seus canhões de água.

Além de suas Engine Companies, Ladder Companies, Squad Companies, Hazmat Company e Rescue Companies, o FDNY opera três barcos de bombeiros Classe I como companhias marítimas:
- Marine Company No. 1 - Three Forty Three cobrindo o Rio Hudson
- Marine Company No. 6 - Bravest e William M. Feehan cobrindo o Rio East
- Marine Company No. 9 - Fire Fighter II cobrindo a Baía de Nova York

Três barcos-bombeiros mais antigos são mantidos em reserva: John D. McKean, Governor Alfred E. Smith e Kevin C. Kane. O mais antigo barco-bombeiro em serviço no FDNY é o John J. Harvey, este é notável por ter retornado ao serviço ativo como o Marine 2 em 11 de setembro de 2001 sendo manejado por voluntários, este prestou serviços de combate a incêndios por 80 horas após o ataque bombeando água se utilizando de suas bombas para as unidades em terra.

## Comunicações
Há quatro maneiras pelas quais os incêndios e emergências podem ser reportados ao Corpo de Bombeiros da cidade de Nova York: alarmes por telefone; caixas de alarme de incêndio; Alarmes de "classe 3" e alarmes verbais.
Os alarmes telefônicos são o método mais comum de entrar em contato com os bombeiros. Um alarme telefônico é um alarme no qual um civil usa um telefone para discar um dos três tipos de números disponíveis: O primeiro é o 9-1-1, que é atendido pelos operadores do Departamento de Polícia da Cidade de Nova York (NYPD). O segundo envolve a discagem "0", que encaminha a chamada para um operador da companhia telefônica. O terceiro é um número de telefone especial de sete dígitos, que é publicado em cada bairro com o objetivo específico de relatar incêndios.
As caixas de alarme de incêndio são o segundo método mais comum de contato com o corpo de bombeiros. Caixas de alarme de incêndio estão localizadas em determinadas esquinas e em certos edifícios públicos, como escolas e hospitais, bem como ao longo de rodovias, em pontes etc. Essas caixas consistem principalmente em dois tipos: A primeira é a caixa mecânica e a segunda tipo é equipada com botões para notificar o FDNY ou o Departamento de Polícia de Nova York, permitindo que o expedidor de qualquer departamento tenha comunicação direta por voz com a parte relatora.
Alarmes de "classe 3" são menos comuns que os dois primeiros meios de comunicação de incêndios. Um alarme de "Classe 3" é ligado a sistemas automáticos de alarme de incêndio que são roteados por empresas comerciais de alarme.
Alarmes verbais são os meios menos comuns de relatar incêndios ou emergências geralmente envolvem civis que vão verbalmente fazer relatórios diretamente a bombeiros ou companhias de bombeiros.

## Hierarquia
| Título | Insígna |
| --- | ------- |
| Chefe do departamento |         |
| Chefe de Operações de Incêndio / Chefe de Operações de Ambulâncias (EMS)/ Chefe de Treinamento |         |
| Chefe Assistente |         |
| Vice-Chefe Assistente |         |
| Vice-Chefe (Comandante da Divisão) / Inspetor-Chefe de Prevenção de Incêndios / Capelão Sênior |         |
| Vice-Chefe (Vice-Comandante do Chefe de Divisão ou supervisor de turno) / Vice-Inspetor de Prevenção de Incêndios) / Capelão do Departamento                                                         |         |
| Chefe do Batalhão (Comandante do Batalhão) |         |
| Chefe do Batalhão |         |
| Capitão (Comandante da Companhia e comandante do quartel de bombeiros, se atribuído a um caminhão ou unidade) / Capitão de ambulâncias (comandante da estação de ambulâncias ou supervisor de turno) |         |
| Tenente |         |
| Bombeiro (da 5ª à 1ª classe, sendo alcançada uma classe para cada ano de serviço após estágio até cinco anos)/ Paramédico                                                                            |         |
| Bombeiro estagiário ("Probie") / Inspetor de proteção contra incêndio |         |